# アルフォンサス・エイディンタス

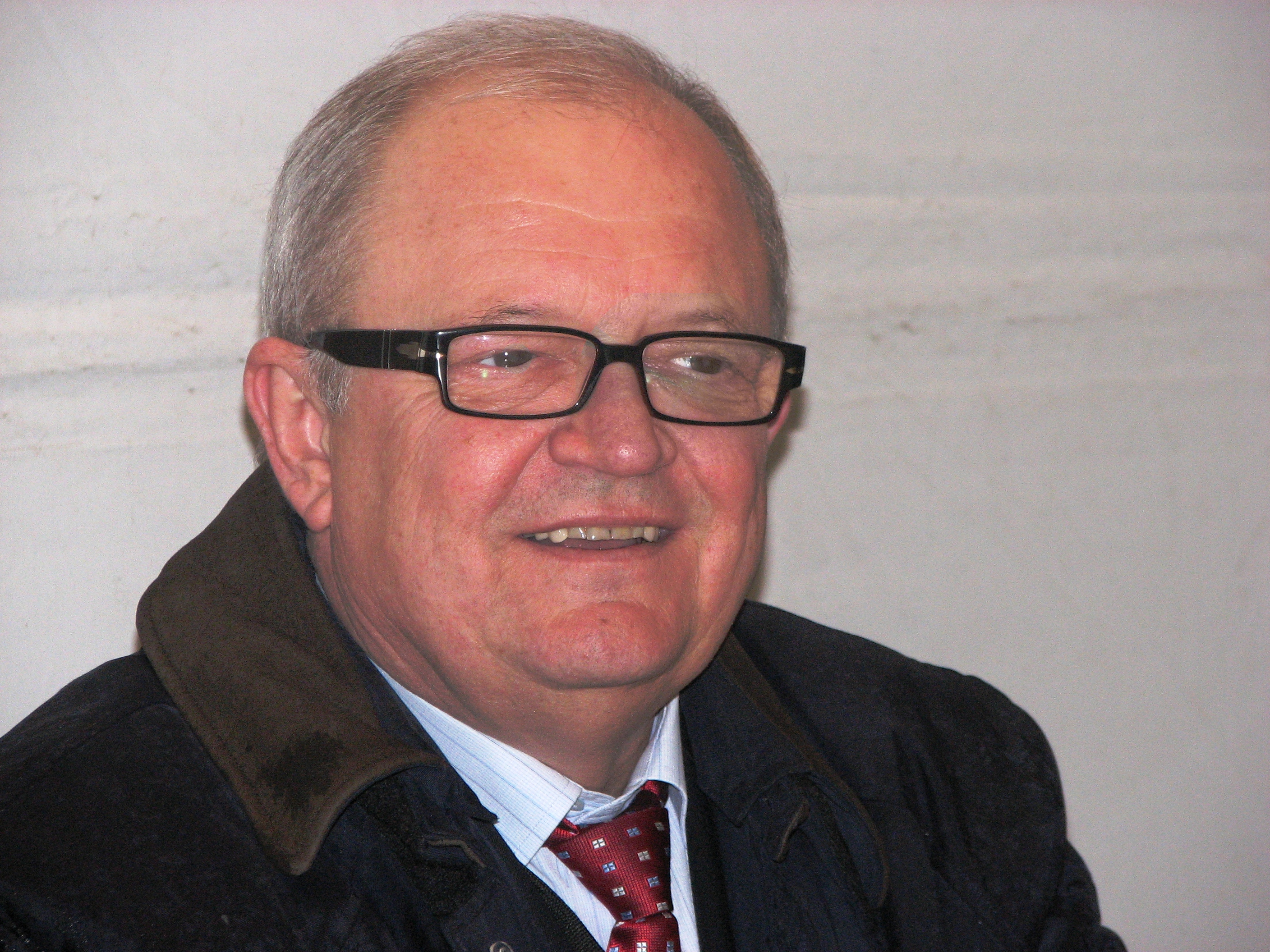
アルフォンサス・エイディンタス（2010年）

アルフォンサス・エイディンタス（リトアニア語: Alfonsas Eidintas、1952年1月4日 - ）は、リトアニアの歴史学者、外交官、小説家。

## 経歴
1952年1月4日、ソビエト連邦・リトアニア・ヴァイグヴァ (Vaiguva) にて生まれる。1969年、ケルメ地区ヴァイグヴァ中等学校を卒業、その後1973年までヴィリニュス教育大学で歴史学を学んだ。その後は講師、歴史学科長、副学部長を歴任。1986年から1993年まで、リトアニア科学アカデミー歴史学研究所の副研究所長を務め、1990年には教授資格も取得した。
1993年からは外交官として、駐米リトアニア大使（1993年 - 1997年）のほか、駐カナダ（1995年 - 2000年）、駐メキシコ（1996年 - 1997年）も務めた。2000年からはリトアニア外務省で勤務し、2001年には大学にて教授も務めている。2002年からは駐イスラエル、駐キプロス大使、2003年からは駐エチオピア、駐南アフリカ、駐ナイジェリア大使も務めた。2006年から2009年までは駐ノルウェー・リトアニア大使を務め、2012年から2017年まで駐ギリシャ大使を務めた。
2008年までに、リトアニアの歴史や政治に関する本を16冊、論文を50本著している。また、歴史フィクションの本も書いている。
既婚で、妻は教師のビルテ (Birutė) 。

## 著書

### リトアニア語

#### 単著
- Eidintas, Alfonsas (1990). Antanas Smetona: politinės biografijos bruožai. Vilnius: Mintis. ISBN 541700376X
- Eidintas, Alfonsas (2003). Ambasadorius. Tarnyba savo valstybei svetur. Vilnius: Mokslo ir Enciklopedijų leidybos centras. ISBN 5420015242

#### 共著
- Eidintas, Alfonsas; Donatas Eidintas (2007). Žydai, Izraelis ir palestiniečiai. Vilnius: Mokslo ir Enciklopedijų leidybos centras. ISBN 5420015994

### 英語

#### 単著
- Eidintas, Alfonsas (2001). President of Lithuania: Prisoner of the Gulag - a Biography of Aleksandras Stulginskis. Vilnius: Genocide and Resistence Research Center of Lithuania. ISBN 9789986757412
- Eidintas, Alfonsas (2003). Lithuanian Emigration to the United States 1868-1950. Thomas A. Michalski trans.. Vilnius: Mokslo ir Enciklopedijų leidybos centras. ISBN 9785420015162
- Eidintas, Alfonsas (2003). Jews, Lithuanians and the Holocaust. Vilnius: Versus Aureus. ISBN 9789955961383

#### 共著
- Eidintas, Alfonsas; Vytautas Žalys; Alfred Erich Senn (1999). Edvardas Tuskenis. ed. Lithuania in European Politics: The Years of the First Republic, 1918-1940. New York: Palgrave Macmillan. ISBN 9780312224585

### 日本語

#### 共著
- アルフォンサス・エイディンタスほか『リトアニアの歴史』明石書店〈世界歴史叢書〉、2018年。ISBN 9784750346434。